# Окуловская (Верхнетоемский район)
Окуловская — деревня в Верхнетоемском районе Архангельской области, административный центр муниципального образования «Выйское».

## Географическое положение
Деревня находится в 116 км (самолетом) к северо-востоку от райцентра села Верхняя Тойма, на левом берегу реки Выя (приток Пинеги). Здесь заканчивается зимник «Белореченский — Красная — Кода — Осяткино — Окуловская».

## Население
| 2002 | 2010 |
| ---- | ---- |
| 168  | ↘124 |